# Stanley Whittaker
Stanley Mace Whittaker Jr. (* 21. Oktober 1994 in Philadelphia) ist ein US-amerikanischer Basketballspieler.

## Werdegang
Whittaker wechselte von der Esperanza Academy Charter School in Philadelphia ans im US-Bundesstaat Texas gelegene Frank Phillips College. Dort spielte und studierte er von 2013 bis 2015. Anschließend weilte er bis 2017 in Florida an der Keiser University. Bei der dem Hochschulverband NAIA zugehörigen Mannschaft war Altmeister Rollie Massimino († 2017) sein Trainer. Für Keiser erzielte Whittaker in 66 Einsätzen im Schnitt 14,7 Punkte je Begegnung.
Sein erster Verein im bezahlten Basketballsport wurde zu Jahresbeginn 2020 BC Jonava in Litauen. Für den Zweitligisten bestritt Whittaker sechs Ligaspiele (9,3 Punkte je Begegnung). Ende Januar 2020 wurde er vom österreichischen Bundesligaverein UBSC Graz unter Vertrag genommen, der sein Aufgebot in Folge eines Wettbetrugsverdachts auf mehreren Positionen veränderte. In der Saison 2020/21 gehörte Whittaker mit 21,5 Punkten je Begegnung ligaweit zu den besten Korbschützen.
Er wechselte von Graz nach Deutschland, Zweitligist PS Karlsruhe stattete ihn in der Sommerpause 2021 mit einem Vertrag aus. Auch in Karlsruhe fiel Whittaker als angriffsstarker Spieler auf, erreichte im Laufe der Runde 2021/22 einen Punktemittelwert von 22,3, bereitete ferner je Begegnung im Durchschnitt 6,6 Korberfolg seiner Mannschaftskameraden vor.
Im Juni 2022 gab Bundesligist Würzburg Baskets Whittakers Verpflichtung bekannt. Er war im Spieljahr 2022/23 mit einem Mittelwert von 18 Punkten je Begegnung bester Korbschütze der Würzburger und empfahl sich mit seinen Leistungen in der Bundesliga für weitere Aufgaben. Whittaker wechselte in Hinblick auf die Saison 2023/24 zu Dinamo Basket Sassari in die italienische Serie A. Ende Dezember 2023 ging er zu Uralmash Jekaterinburg nach Russland. Er spielte anschließend im selben Land für Parma-Pari Perm, im Sommer 2025 wurde Whittaker von Petkimspor (Türkei) verpflichtet.